# إيري إيناغاوا
إيري إيناغاوا (稲川英里 إيناغاوا إيري) هي ممثلة يابانية ولدت في 28 أكتوبر 1993 في محافظة كاناغاوا.

## أدوارها في الأنمي

### مسلسلات أنمي تلفزيونية
- شو باي روك!! - سيان
- شو باي روك!!# - سيان
- باك مان ومغامرات الأشباح - سيليندريا
- قرية الضياع - نيانتا
- بلاد الطير - أوليمبيا

### أنمي الإنترنت
- ديفل مان: الطفل الباكي - تارو ماكيمورا

## أدوارها في ألعاب الفيديو
- آيدولماستر ميليون لايف! - تاماكي أوغامي
- فاير إمبلم إيكوز: شادوز أوف فالنتيا - مي

## أدوارها في الدبلجة اليابانية
- أوكيه كيه او! فنلكن الأبطال - كيه أو